# 9. Goya-gála
A 9. Goya-gála során az 1994-ben bemutatott spanyol filmeket értékelték. A jelölteket az Academy of Cinematographic Arts and Sciences of Spain választotta ki. A madridi Palacio de Congresosban tartott ceremóniát az Televisión Española közvetítette 1995. január 20-án.A műsor házigazdája Imanol Arias volt. A gála során José María Forqué kapta meg a tiszteletbeli Goya-díjat.

## Győztesek és jelöltek
A nyertesek félkövérrel jelölve.

### Fő díjak
| Legjobb film | Legjobb rendező |
| --- | --- |
| - Megszámlált napok - Canción de cuna - La pasión turca | - Imanol Uribe — Megszámlált napok - Vicente Aranda — La pasión turca - José Luis Garci — Canción de cuna                    |
| Legjobb férfi főszereplő | Legjobb női főszereplő |
| - Carmelo Gómez — Megszámlált napok - Gabino Diego — Los peores años de nuestra vida - Alfredo Landa — Canción de cuna                                                                                   | - Cristina Marcos — Minden férfi egyforma - Ana Belén — La pasión turca - Ruth Gabriel — Megszámlált napok                   |
| Legjobb férfi mellékszereplő | Legjobb női mellékszereplő                                                                                                   |
| - Javier Bardem — Megszámlált napok - Agustín González — Los peores años de nuestra vida - Óscar Ladoire — Alegre ma non troppo                                                                          | - María Luisa Ponte — Canción de cuna - Sílvia Munt — La pasión turca - Candela Peña — Megszámlált napok                     |
| Legjobb eredeti forgatókönyv | Legjobb adaptált forgatókönyv                                                                                                |
| - Minden férfi egyforma — Joaquín Oristrell, Yolanda García Serrano, Juan Luis Iborra, Manuel Gómez Pereira - El detective y la muerte — Gonzalo Suárez - Los peores años de nuestra vida — David Trueba | - Megszámlált napok — Imanol Uribe - Canción de cuna — José Luis Garci, Horacio Valcárcel - La pasión turca — Vicente Aranda |
| Legjobb új színész | Legjobb új színésznő |
| - Saturnino García — Justino, egy nyugdíjas bérgyilkos - Pepón Nieto — Megszámlált napok - Coque Malla — Todo es mentira                                                                                 | - Ruth Gabriel — Megszámlált napok - Elvira Mínguez — Megszámlált napok - Candela Peña — Megszámlált napok                   |
| Legjobb iberoamerikai film | Legjobb európai film |
| - Eper és csokoládé — Kuba - Csigastratégia — Kolumbia - Könyörület nélkül — Peru | - Méregzsák — Egyesült Királyság - Kőzápor — Egyesült Királyság - Napok romjai — Egyesült Királyság                          |
| Legjobb új rendező | Legjobb animációs film |
| - Luis Guridi, Santiago Aguilar Alvear — Justino, egy nyugdíjas bérgyilkos - Héctor Carré — Dame fuego - Álvaro Fernández Armero — Todo es mentira                                                       | - El regreso del viento del Norte                                                                                            |

### Egyéb díjak
| Legjobb operatőr | Legjobb vágás |
| --- | --- |
| - Canción de cuna — Manuel Rojas - Megszámlált napok — Javier Aguirresarobe - La pasión turca — José Luis Alcaine                                                                                       | - Megszámlált napok — Teresa Font - Canción de cuna — Miguel González Sinde - El detective y la muerte — José Salcedo                                                    |
| Legjobb látványtervezés | Legjobb gyártásvezető |
| - Canción de cuna — Gil Parrondo - Megszámlált napok — Félix Murcia - La pasión turca — Josep Rosell | - La pasión turca — José Luis Escolar - Megszámlált napok — Andrés Santana - El detective y la muerte — José Luis García Arrojo                                          |
| Legjobb hang | Legjobb vizuális effektusok |
| - Los peores años de nuestra vida — Carlos Garrido, Gilles Ortion, José Antonio Bermúdez, Polo Aledo - Megszámlált napok — Gilles Ortion, John Hayward - La pasión turca — Ricard Casals, Gilles Ortion | - Megszámlált napok — Reyes Abades - El detective y la muerte — Miroslaw Marchwinski - Desvío al paraíso — Michael Kirton                                                |
| Legjobb jelmeztervezés | Legjobb smink |
| - Canción de cuna — Yvonne Blake - Megszámlált napok — Helena Sanchís - La pasión turca — Nereida Bonmatí                                                                                               | - Canción de cuna — Paquita Núñez, José Antonio Sánchez - Megszámlált napok — Romana González, Josefa Morales - La pasión turca — Juan Pedro Hernández, Manolo Carretero |
| Legjobb rövidfilm | Legjobb animációs rövidfilm |
| - Aquel ritmillo - Sangre ciega - Se paga al acto | - El sueño de Adán - Arturo Gámez (cuerpos en tránsito) |
| Legjobb eredeti filmzene | |
| - La pasión turca — José Nieto - Canción de cuna — Manuel Balboa - El detective y la muerte — Suso Saiz                                                                                                 | |

## Fordítás
- Ez a szócikk részben vagy egészben  a(z)   9th Goya Awards című angol Wikipédia-szócikk fordításán alapul.  Az eredeti cikk szerkesztőit annak laptörténete sorolja fel. Ez a jelzés csupán a megfogalmazás eredetét és a szerzői jogokat jelzi, nem szolgál a cikkben szereplő információk forrásmegjelöléseként.